# ویوریکا دانچیلا
ویوریکا دانچیلا (رومانیایی: Viorica Dăncilă؛ زادهٔ ۱۶ دسامبر ۱۹۶۳) سیاست‌مدار اهل رومانی است.
وی از سال ۲۰۱۸ تاکنون نخست‌وزیر رومانی و از سال ۲۰۰۹ تا ۲۰۱۸ عضو پارلمان اروپا بوده‌است.

## نگارخانه

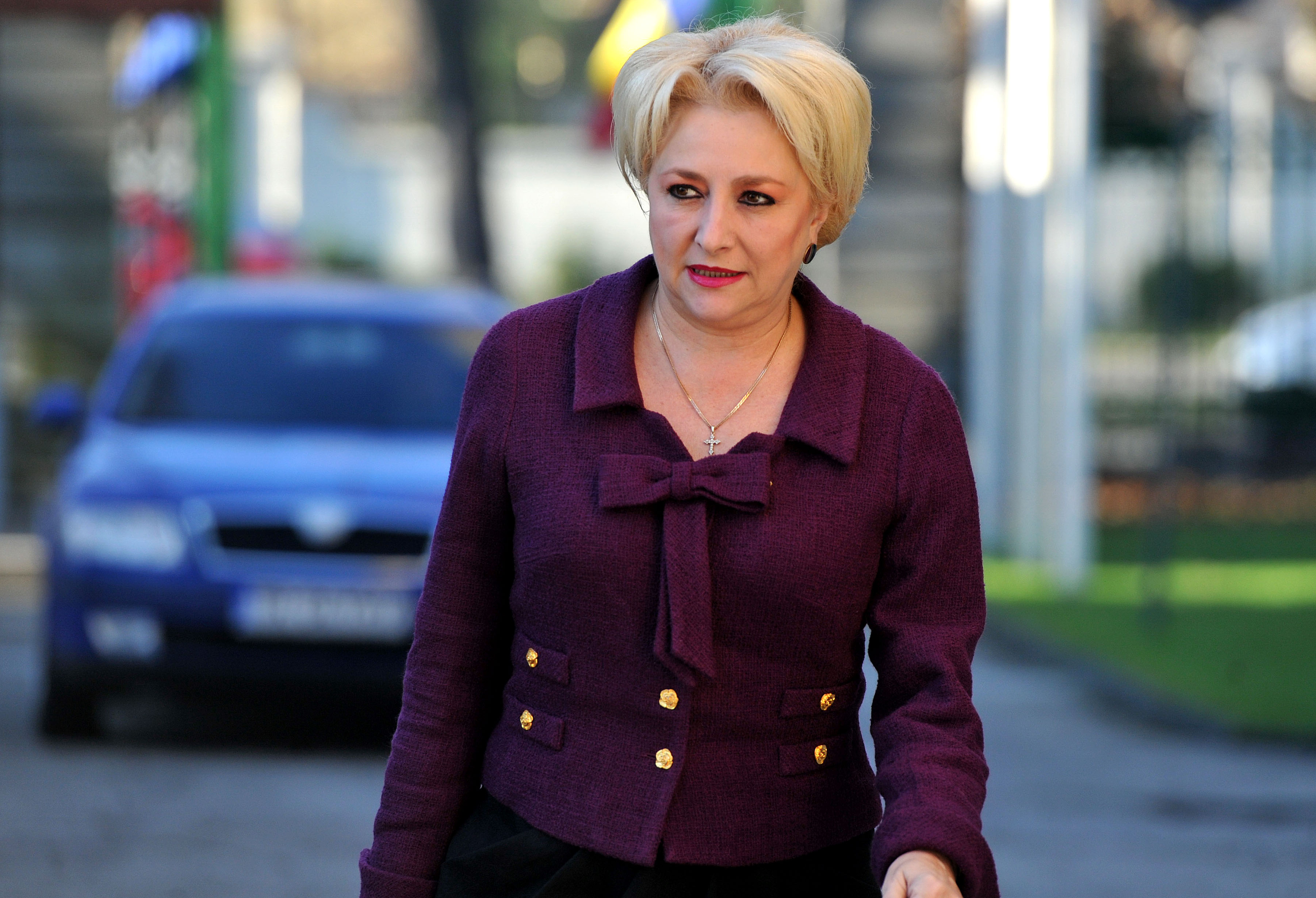
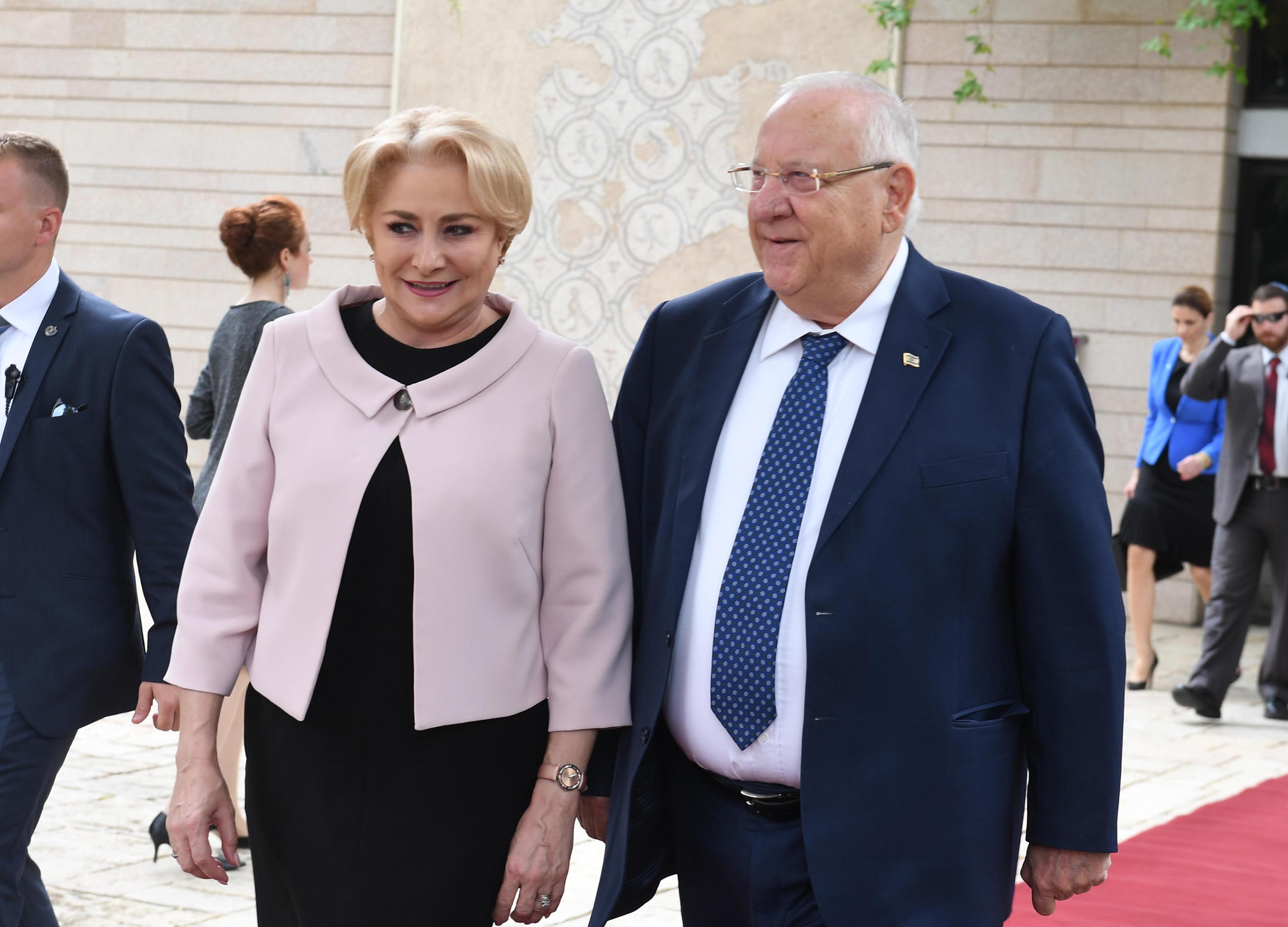